# Castel San Pietro Romano
Castel San Pietro Romano és un comune (municipi) de la ciutat metropolitana de Roma, a la regió italiana del Laci, situat uns 35 km a l'est de Roma. L'1 de gener de 2018 tenia 1.876 habitants.